# Panika podczas karnawału w Port-au-Prince
Katastrofa w Port-au-Prince – katastrofa z 17 lutego 2015 roku, która wydarzyła się podczas karnawału w Port-au-Prince, stolicy Haiti. Przyczyną katastrofy i wybuchu paniki było zahaczenie platformy tanecznej o linię wysokiego napięcia. W wyniku wypadku zginęło 18 osób (niektóre źródła podają, że zginęło 20 osób), a 78 zostało rannych.

## Historia
Bezpośrednią przyczyną tragedii było przesunięcie kijem zwisających nad jezdnią przewodów elektrycznych przez jedną z osób stojących na wysokiej platformie. Prąd z przewodu najpierw sparaliżował jednego z mężczyzn, który następnie opadł na podest. Wkrótce potem prąd z przewodu poraził kolejne osoby. Niektórzy ludzie próbowali wyskoczyć z platformy. Wkrótce linia wysokiego napięcia spadła na ulicę i poraziła widzów ogarniętych paniką. Sama platforma spłonęła. Większość ofiar zginęła jednak w wyniku zadeptania przez spanikowany tłum, a nie w wyniku porażenia prądem.
Wśród rannych znalazł się piosenkarz hiphopowy Fantom (członek zespołu Barikad Crew), który w ciężkim stanie trafił do szpitala.
Na Haiti ogłoszono trzydniową żałobę narodową oraz odwołano pozostałe imprezy karnawałowe. Przez miasto przeszła parada z uczestnikami ubranymi na biało (na Haiti kolor biały jest kolorem żałoby).